# Tiefdruckgebiet

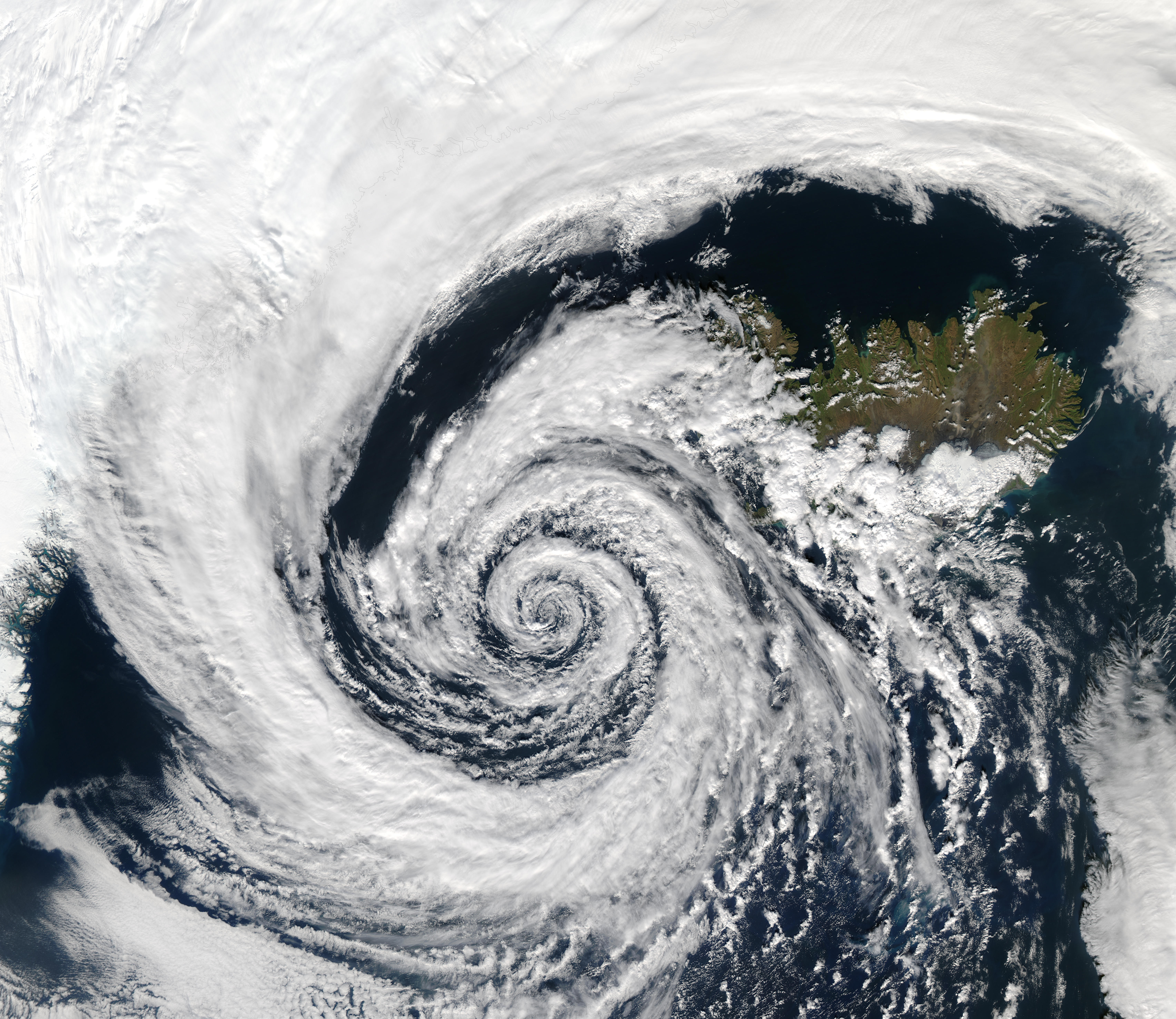
Tiefdruckgebiet an der Südwestküste von Island (Islandtief)

Ein Tiefdruckgebiet (kurz das Tief, auch die Störung) ist ein Teil der Erdatmosphäre mit relativ geringem atmosphärischen Luftdruck. Ihm steht begrifflich und räumlich das Hochdruckgebiet gegenüber.
In der Meteorologie bezieht sich die Bezeichnung ohne weitere Angaben regelmäßig auf ein Tiefdruckgebiet am Boden oder in geringer Höhe. Wenn es kein Zentrum gibt, von dem aus gesehen der Druck horizontal in jede Richtung zunimmt, spricht man anstelle von einem „Tiefdruckgebiet“ von einem Trog.

## Arten

### Thermisches Tiefdruckgebiet: Bodentief, Höhentief
Ein thermisches Tiefdruckgebiet bildet sich durch Unterschiede in der Luftdichte, die durch Erwärmung (Sonneneinstrahlung) oder durch Abkühlung hervorgerufen werden.
Der Luftdruck an einem beliebigen Ort der Erdatmosphäre ist der hydrostatische Druck der Luft, der an diesem Ort herrscht. Dieser Druck resultiert aus dem Gewicht der Luftsäule über diesem Ort. Die Gewichtskraft, die auf die Masse der Luftsäule wirkt, komprimiert die Luft in der Luftsäule. Wenn die Luftsäule eine geringere Dichte hat, ist auch der hydrostatische Druck geringer. Mit einem Barometer misst man deshalb weniger Luftdruck und spricht von Tiefdruck. Bei Hochdrucklage ist die Luftsäule im Gegensatz dazu schwerer, es wird relativ dazu höherer Druck – Hochdruck – gemessen.
Je nach betroffener Luftschicht unterscheidet man zwischen Bodentief und Höhentief.

#### Bodentief
Ein Bodentief entsteht, wenn die Dichte der Luft in Bodennähe durch Erwärmung (Sonneneinstrahlung) abnimmt. Umgebende und darüberliegende kältere und damit dichtere Luft erzeugt aufgrund des hydrostatischen Drucks einen Auftrieb der erwärmten, leichteren Luft. Die einströmende kältere Luft wird fortwährend vom sonnenbeschienenen Boden erwärmt und aufgetrieben, so dass sich eine fortgesetzte Strömung warmer Luft nach oben einstellt (Thermik).
Steigen erwärmte Luftmassen vom Boden auf, kühlen sie sich dabei um ca. 1 °C pro 100 m ab. Man spricht vom „trockenadiabatischen Temperaturgradienten“. Zunächst bleibt die im Luftpaket enthaltene Wasserdampfmenge unverändert. In einer bestimmten Höhe erreicht die Temperatur der Luftmasse den Taupunkt. Hier setzt die Kondensation ein, eine Cumulus-Wolke bildet sich. Die Wolkenuntergrenze liegt also genau auf dieser Höhe.
Die bei der Kondensation freiwerdende Kondensationsenthalpie führt auch hier zur Dichteverringerung (siehe feuchtadiabatischer Temperaturgradient), sodass auch in der Höhe durch den hydrostatischen Druck der kälteren Umgebungsluft weiterer Auftrieb entsteht. Es entsteht in diesem Bereich allmählich eine Säule weniger dichter Luft mit entsprechend geringerer Gewichtskraft, ein Tiefdruckgebiet mit einem großräumigen Zuströmen fremder Luft (Winde, Stürme).

#### Höhentief
Ein Höhentief (auch Höhentiefkern, HTK oder Upper Level Low, ULL) beschreibt die Situation über einem (Boden-)Hochdruckgebiet. Es entsteht durch kalte Luft, die aus großer Höhe absinkt, wodurch der Luftdruck in den höheren Schichten der Luft vermindert und am Boden erhöht ist. Höhentiefs liegen in mehreren Kilometern Höhe und zeichnen sich durch – im Vergleich zur Umgebung – niedrige Temperaturen aus. Daraus lassen sich Rückschlüsse auf das Alter des Tiefs ziehen. Oft gibt es zu einem Höhentief keinerlei Entsprechung in Bodennähe, sie sind aber teils sehr wetterwirksam. Höhentiefs bestimmen besonders im Herbst in Form von Cut-Off-Lows oder Kaltlufttropfen aus Höhentrögen die Wetteraktivität im Mittelmeerraum, weil das warme Wasser des Mittelmeeres die untersten Luftmassen erwärmt und mit Feuchtigkeit anreichert. Dort sind Höhentiefs Indikatoren für abnorme Niederschläge. Auf der Höhenwetterkarte (z. B. 500 hPa-Topographie) zeichnet sich das Höhentief durch einige abgeschlossene Isobaren ab.

### Dynamisches Tief (Zyklone)
Ein dynamisches Tiefdruckgebiet (auch eine Zyklone) liegt vor, wenn die Luftströmung in tiefen Schichten der Atmosphäre zusammenfließt (konvergiert) und in der Höhe wieder auseinanderströmt (divergiert) und dabei an Geschwindigkeit verliert.
Bei einem Tiefdruckgebiet strömt die Luft aufgrund des Druckgefälles nach innen. Diese Strömung wird auf der Nordhalbkugel durch die Corioliskraft nach rechts abgelenkt und es ergibt sich eine gegen den Uhrzeigersinn gerichtete Rotation.
Vielfach werden die Bezeichnungen für ein Tiefdruckgebiet (die Zyklone, Plural die Zyklonen) und einen tropischen Wirbelsturm des Indischen Ozeans (der Zyklon, Pl. die Zyklone) verwechselt.

## Windströmungen

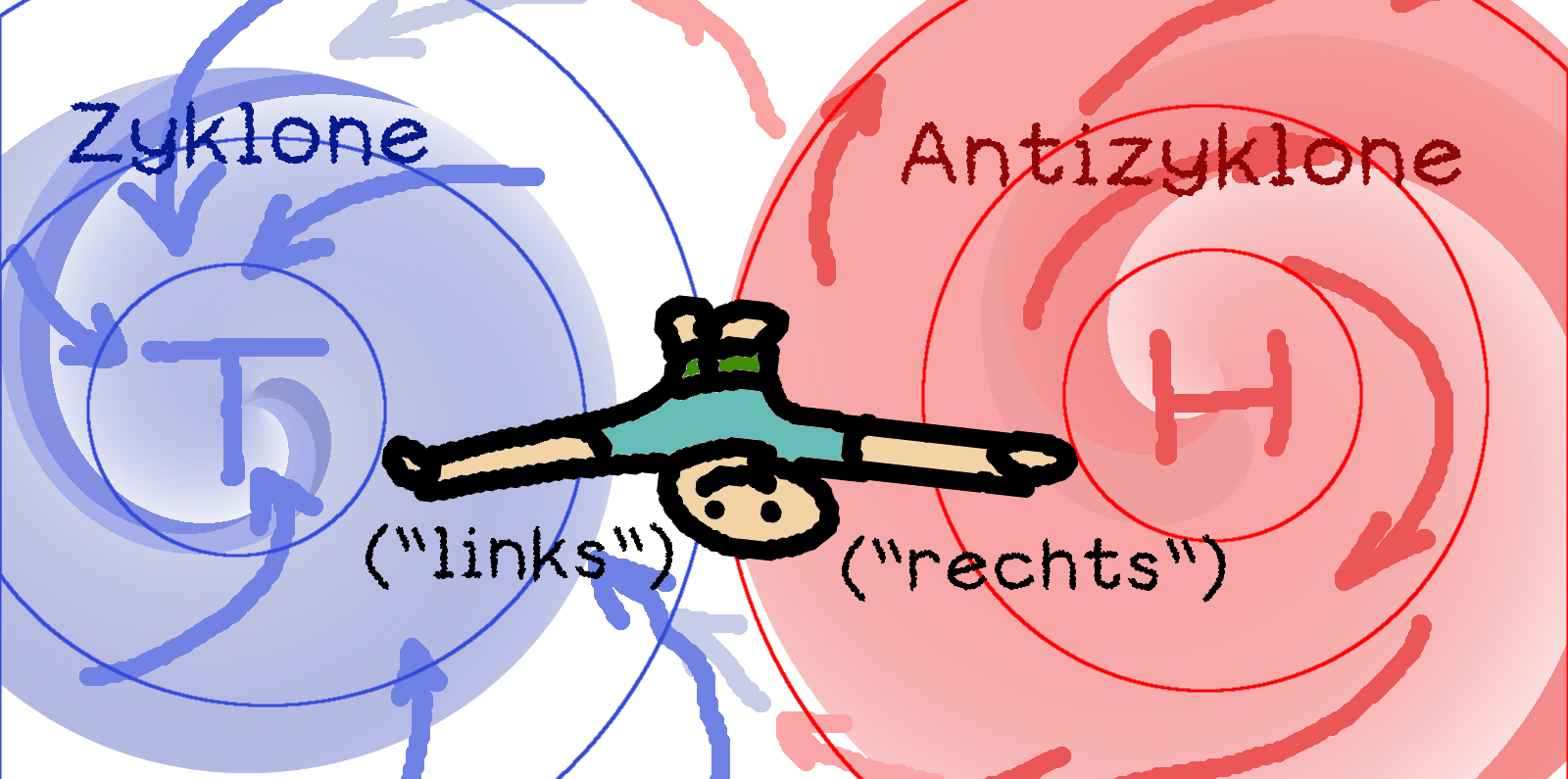
Windrichtungen (auf der Nordhalbkugel)

Anstatt von allen Seiten radial auf das Tiefdruckgebiet zuzuströmen, rotiert die zuströmende Luft um eine vertikale Achse ins Tiefdruckgebiet hinein. Dies ist durch die Erdrotation (Corioliskraft) und die Kugelform der Erde bedingt. Auf der Nordhalbkugel der Erde wird eine sich bewegende Luftmasse durch den Corioliseffekt in Bewegungsrichtung nach rechts abgelenkt, was sich zur Ablenkung in Richtung des größten Druckgefälles addiert (Barisches Windgesetz). Auf der Südhalbkugel ist dies umgekehrt.
Winde, die in ein Tiefdruckgebiet zuströmen, werden nach rechts abgelenkt. Sie rotieren (von oben betrachtet) entgegen dem Uhrzeigersinn – also im mathematisch positiven Drehsinn. Tiefdruckgebiete werden daher auch Zyklonen genannt.
Winde, die aus einem Hochdruckgebiet abströmen, werden ebenfalls nach rechts abgelenkt. Sie rotieren (von oben betrachtet) im Uhrzeigersinn – also im mathematisch negativen Drehsinn. Hochdruckgebiete werden daher auch Antizyklonen genannt.
Die Corioliskraft durch horizontale Bewegungen verschwindet am Äquator. Zu den Polen hin nimmt sie zu.
Auf globaler Skala verlaufen Höhenwinde aufgrund der Corioliskraft in etwa entgegengesetzt zu den Bodenwinden, denn im Rahmen der planetarischen Zirkulation strömt warme Luft aus den Tropen in Richtung der Pole. Aufgrund der Corioliskraft wird sie dabei in östlicher Richtung abgelenkt, so dass in der Höhe starke westliche Winde (Jetstream) vorherrschen.
Die am Boden zurückströmende polare Kaltluft wird durch die Corioliskraft in westliche Richtung abgelenkt (polarer Ostwind).
Auf regionaler Skala bilden sich thermische Tiefdruckgebiete auch über warmen Wasserflächen, über denen feuchte warme Luft aufsteigt und sich dabei abkühlt. Lokal entstehen so Zirkulationen wie Landwind und Seewind. Dasselbe passiert an Berghängen bei Bergwind und Talwind (welche den Luftaustausch mit Frischluft ermöglichen). Im größeren Maßstab entstehen so die mit heftigen Regenfällen einhergehenden tropischen Wirbelstürme, wobei man bei einer geringen Ausprägung auch von einem tropischen Tief spricht. Bei hoher Windgeschwindigkeit (ab Windstärke 12) können die Stürme schwere Verwüstungen anrichten. Je nach Kontinent spricht man dann von Hurrikanen oder Taifunen.
Dynamische Tiefdruckgebiete sind unter anderem für die polaren Ostwinde (Polarwirbel) und äquatorialen Passatwinde (Innertropische Konvergenzzone) verantwortlich.

## Tiefdruckwirbel
Ein Tiefdruckwirbel wird dadurch bedingt, dass die in den mittleren Breiten entgegengesetzten Winde nicht in laminarer (wirbelfrei fließender) Strömung aneinander abgleiten, sondern in turbulenter Strömung Wirbel bilden (siehe auch Rossby-Welle). Diese Wirbel haben ihrer Natur gemäß eine eher vertikale Wirbelachse, so dass die Winde am Boden und in der Höhe in nahezu die gleiche Richtung wehen. Ein für Europa typischer Tiefdruckwirbel ist das Islandtief.

## Aufbau einer klassischen außertropischen Tiefdruckzone (Idealzyklone)
Wenn kalte und warme Luft aus je einem Hochdruckgebiet gemeinsam in ein Tiefdruckgebiet (meist einen Tiefdruckwirbel) einströmen, bilden sich Fronten. Neben diesen Fronten gibt es für verschiedene Bereiche eines Tiefdruckgebiets besondere Bezeichnungen.

### Vorder- und Rückseite
Aufgrund der in den mittleren Breiten insgesamt vorherrschenden westlichen Winde bewegen sich Tiefdruckgebiete von Westen nach Osten. Somit bezeichnet man die an einem bestimmten Ort im Regelfall früher eintreffende Ostseite des Tiefs auch als Vorderseite, die Westseite als Rückseite.

### Warmfront

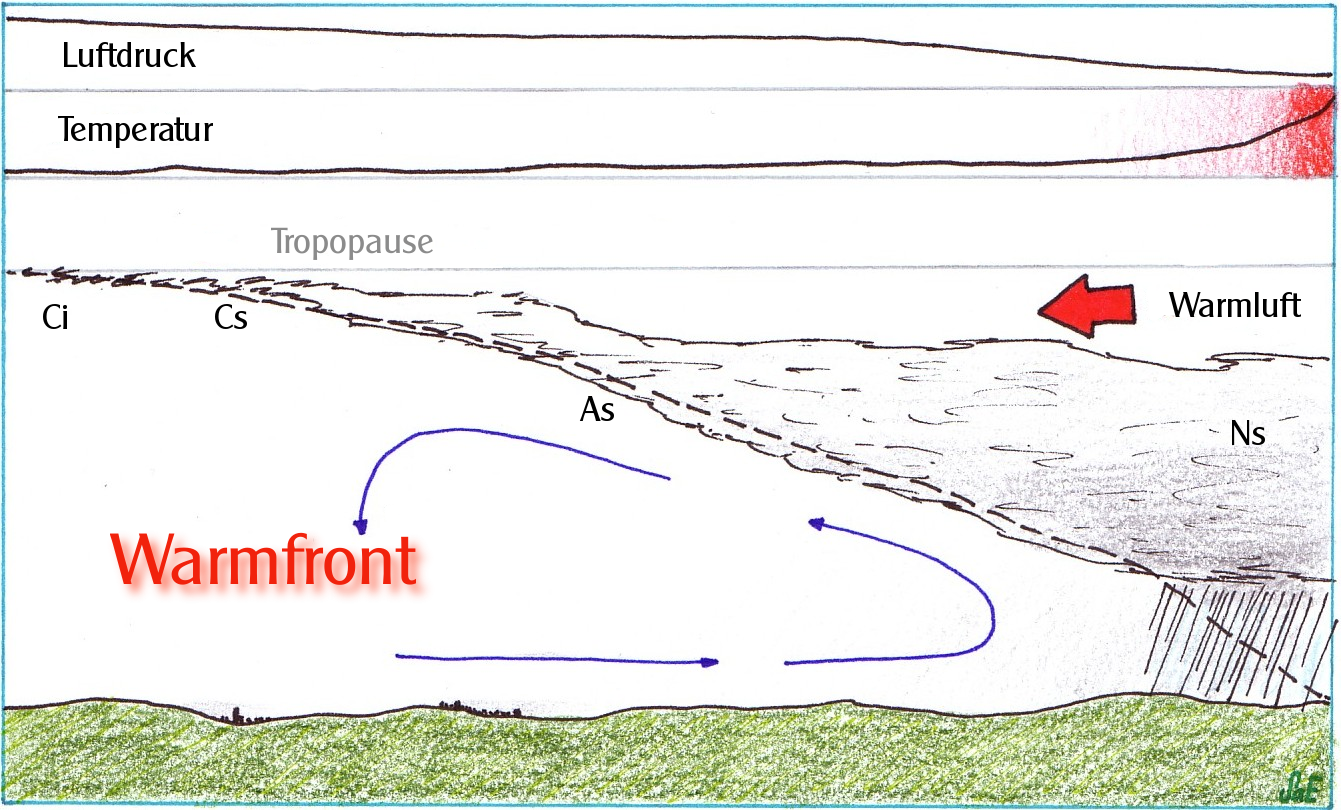
Warmfront

An der Vorderseite des Tiefs gleitet warme – und damit relativ leichte – Luft auf die vor ihr liegende kältere, schwerere Luft auf und wird dabei gehoben. Es entsteht eine Warmfront. Die aufgleitende Luft kühlt sich dabei adiabatisch ab, es kommt zur Kondensation und es bilden sich zuerst Eiskristallwolken (Cirrus) und dann Schichtwolken (Stratus, Nimbostratus), aus denen es anhaltend regnen kann. Weil die abgekühlte Luft sich zu der kalten Luft an der Vorderseite des Tiefs zuschlägt, wandert die Warmfront (im mit dem Tief rotierenden Bezugssystem) zunehmend in Richtung der Rückseite des Tiefs. Durch die insgesamt entgegen dem Uhrzeigersinn gerichtete Rotation (auf der Nordhalbkugel) des Tiefdruckgebietes entsteht der Eindruck, als ob die Warmfront sich langsam an der Vorderseite des Tiefs einrollt.

### Warmsektor
Zwischen der Kalt- und Warmfront befindet sich der Warmsektor. Oft lösen sich Wolken in diesem Bereich auf und es fällt kein Niederschlag. Die Luft ist jedoch auch häufig feucht- warm und labil geschichtet, so dass sich Schauer und Gewitter bilden können. Da die Kaltfront in der Regel schneller als die Warmfront vorstößt, wird der Warmsektor allmählich schmaler.

### Kaltfront

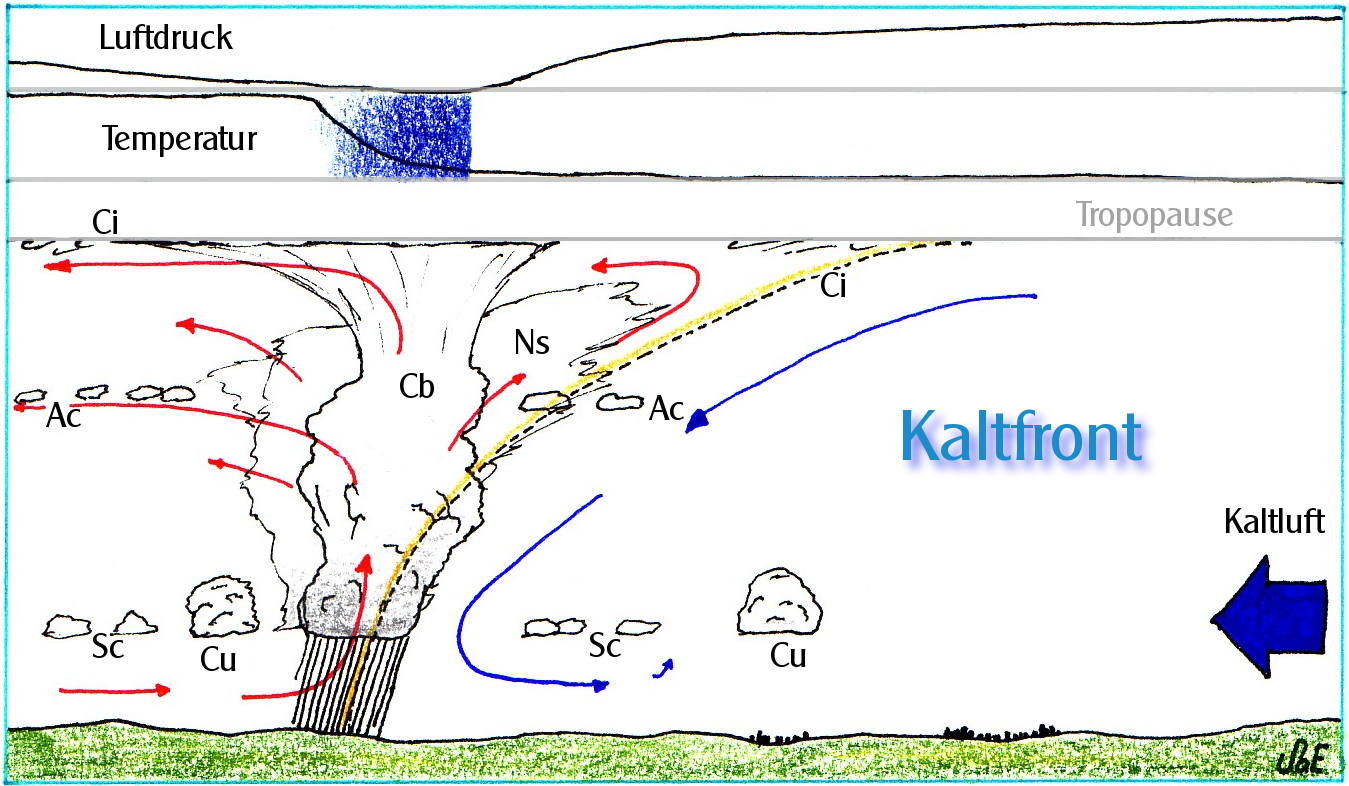
Kaltfront

Bei einer Kaltfront schiebt sich kalte Luft unter die warme Luft, die sich dabei adiabatisch abkühlt. Dabei regnet es. Weil hier die abgekühlte Luft sich zur Kaltluft auf der Rückseite des Tiefs zuschlägt, wandert die Kaltfront (im mit dem Tief rotierenden Bezugssystem) zunehmend in Richtung der Vorderseite des Tiefs. Durch die insgesamt entgegen dem Uhrzeigersinn gerichtete Rotation des Tiefdruckgebiets entsteht der Eindruck, als ob die Kaltfront sich schnell an der Vorderseite des Tiefs einrollt.

Die Kaltfront ist gekennzeichnet durch konvektive Bewölkung, auch bekannt als Quellwolken (Cumulus, Cumulonimbus). Es kommt zu Schauern, auch Gewitter können folgen.

### Okklusion
Als Okklusion bezeichnet man die Vereinigung einer Kalt- und Warmfront. Dabei wird warme Luft vom Boden abgehoben und es entstehen Verwirbelungen. Zur Bildung einer Okklusion kommt es im Regelfall dadurch, dass infolge der unterschiedlichen Rotationsbewegungen in einem Tief die Kaltfront nach einigen Tagen die Warmfront einholt.
Die Okklusion ist besonders niederschlagsintensiv, weil sich die Effekte der Warm- und Kaltfront kumulieren. Da sie vergleichsweise nahe am Tiefdruckkern ist, entstehen die lokal schwersten Niederschläge oft in den älteren Tiefs relativ nah an ihrer Trajektorie (Zugbahn).

### Kaltsektor
Hinter der Kaltfront folgt der Kaltsektor. Hier beginnen die an der Rückseite des Tiefs südwärts (respektive nordwärts auf der Südhalbkugel) strömenden Luftmassen um den Tiefkern zu kreisen. Im Kaltsektor klart der Himmel wieder auf, daher wird es nach Durchgang der Kaltfront heiter, aber mit Temperatursturz.
Hier entstehen auch Wolkengebiete, die man in starker Ausformung Enhanced Cumulus (EC, erweiterte Cumuluswolkenbildung) nennt. Sie bringen typischerweise etwa bei den herbstlichen Atlantiktiefs Europa den Schnee.
Wenn der Kaltsektor hinter der Okklusion in den Kern des Tiefs vorgedrungen ist, zerfällt das Tief.

## Wetterablauf beim Durchzug einer außertropischen Zyklone
Mit ihrer Unbeständigkeit beeinflussen die Zyklonen weitgehend den Wetterablauf in Mitteleuropa.
Schon lange vor dem Ankommen der Warmfront ist das Annähern einer Zyklone zu sehen. Mit dem zögernden Aufgleiten der leichteren Warmluft über eine schwerere vorausgegangene Kaltluft sind Advektionsbewölkung und sinkender Luftdruck verbunden. Die Geschwindigkeit des Luftdruckabfalls beim Nahen der Warmfront ist zugleich ein Indikator für die zu erwartende Intensität des Windes. Fällt der Luftdruck um mehr als 2 hPa pro Stunde, kündigt sich Sturm an, so sagt eine Faustregel. Hakenförmig aufgebogene Federwolken (Cirrus uncinus) sind die Vorläufer einer nahenden Warmfront. Sie dichten sich zunächst zu hohen, später mächtigen und tieferen Schichtwolken (Stratus) ab, aus denen zunehmend ergiebiger und lang dauernder Nieselregen, so genannter Landregen fällt, wenn die Kaltluft ortsfest bleibt.
Das Aufhören der Aufgleitbewegung nach dem Durchzug der Warmfront führt erst einmal zum Aussetzen der Kondensation, und es kann zum Auflösen der Wolkendecke kommen. Warmluft aus südlicher Richtung fließt in den Warmsektor ein und steigt in große Höhen auf, wo es wieder zur Wolkenbildung und evtl. zu örtlichem schauerartigen Niederschlag kommen kann. Der Warmsektor führt zu den höchsten Temperaturen des Zyklonendurchganges.
Die folgende Kaltfront ist deutlich durch einen Temperaturrückgang um einige Grad zu spüren. Die durch die Kaltluft nach oben verdrängte Warmluft kühlt sich schnell ab. Es entstehen hoch reichende Konvektionswolken (Cumulus). Starke Schauerregen mit großen Tropfen und teilweise Hagelbildung sind die Folge. Mehrfach kommt es auch zu Gewittern. Nach dem Durchzug der Kaltfront hat man bei wieder ansteigendem Luftdruck eine hervorragende Fernsicht aufgrund der klaren Luft. Das Rückseitenwetter nach einem Zyklonendurchgang hängt davon ab, ob weitere Zyklonen folgen. Oft hören die Niederschläge nach dem Durchzug der Kaltfront wieder auf.

## Namensvergabe für Europa
Die in Deutschland und einigen Nachbarländern verwendeten Namen für Tief- und Hochdruckgebiete, die das Wetter in Europa beeinflussen, werden vom Meteorologischen Institut der Freien Universität Berlin vergeben.